# Szóstka (karta)

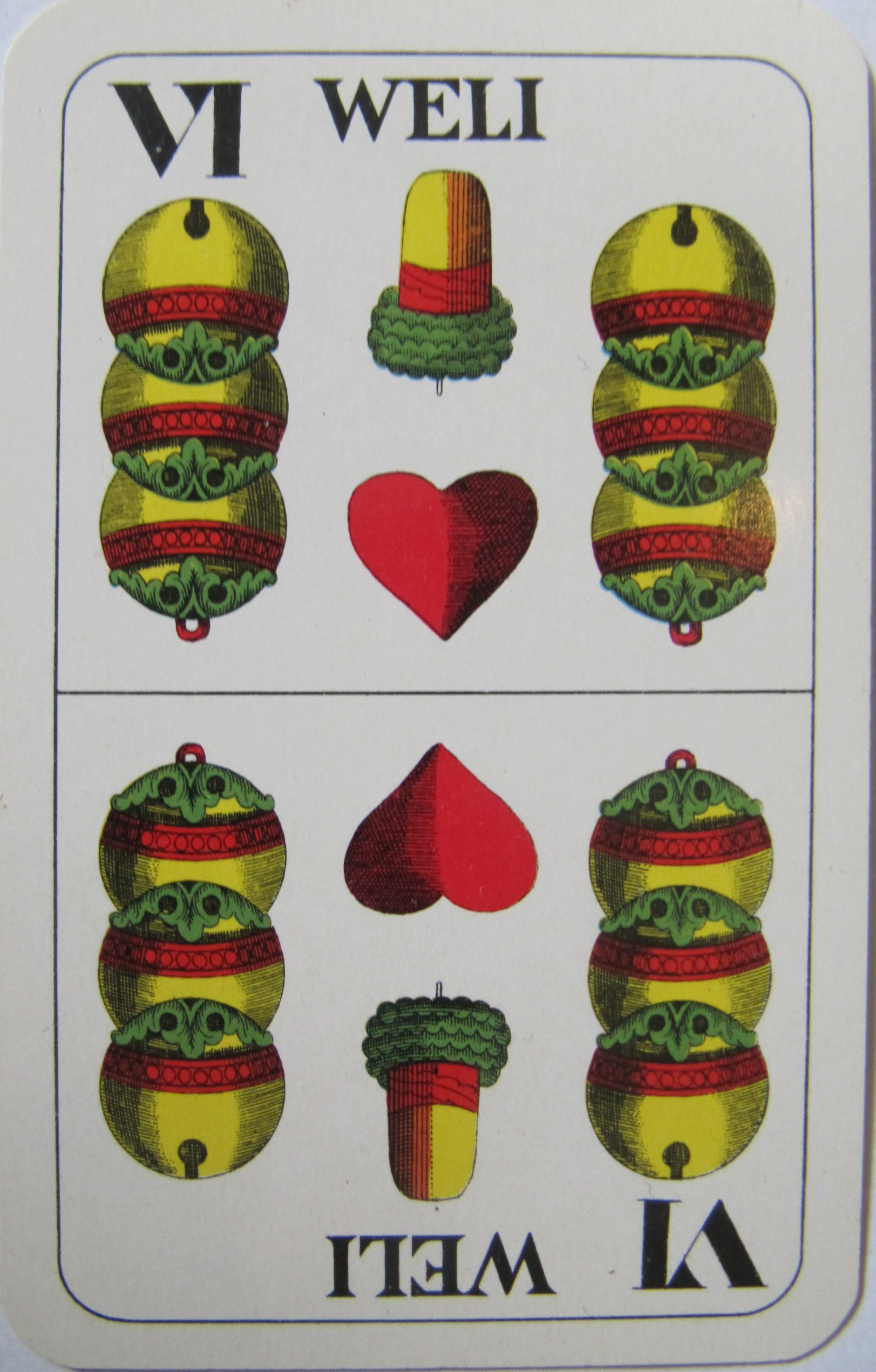
Szóstka dzwonków

Szóstka – karta do gry tradycyjnie przedstawiająca sześć symboli danego koloru karcianego. W tradycyjnej hierarchii ważności szóstka jest liczona jako 6 karta w talii, występującą po piątce i przed siódemką. Pełna talia kart do gry zawiera cztery szóstki, po jednej w każdym kolorze (trefl, karo, kier i pik).
Szóstka występuje również w kartach polskich i szwajcarskich. W tych pierwszych jest oznaczana: w przypadku dzwonków i czerwieni jako dwa rzędy (po prawej i lewej stronie) symboli po 3, a w przypadku żołędzi i win jako część rośliny posiadającej trzy gałęzie po obu stronach.

## Wygląd kart
Wzór międzynarodowy i inne wzory o kolorach francuskich

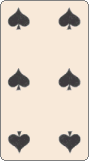
Szóstka pik
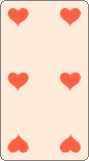
Szóstka kier
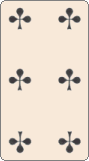
Szóstka trefl
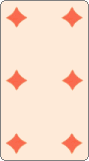
Szóstka karo

Talia Minchiate i inne wzory o kolorach północnowłoskich i portugalskich

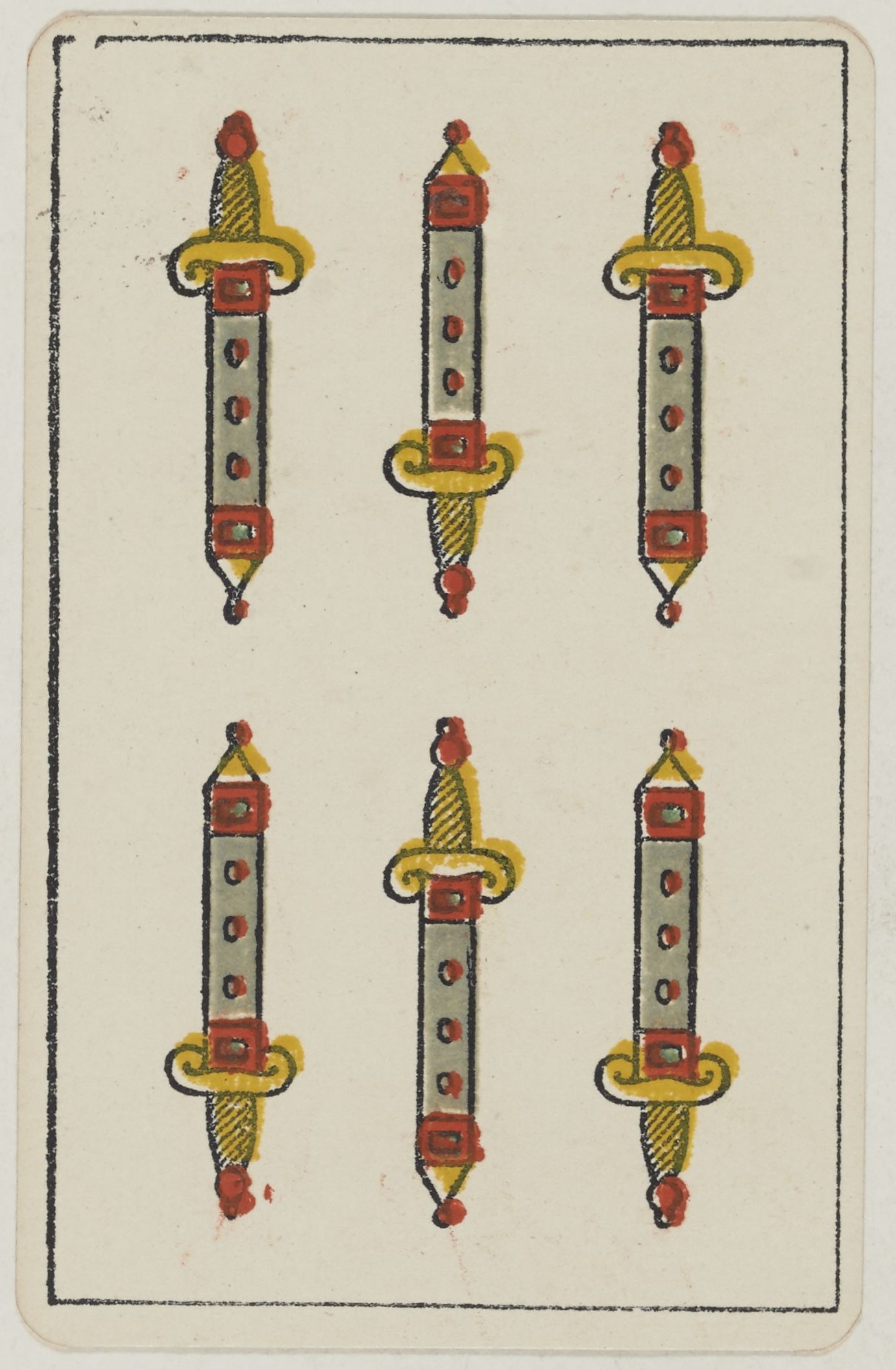
Szóstka mieczy
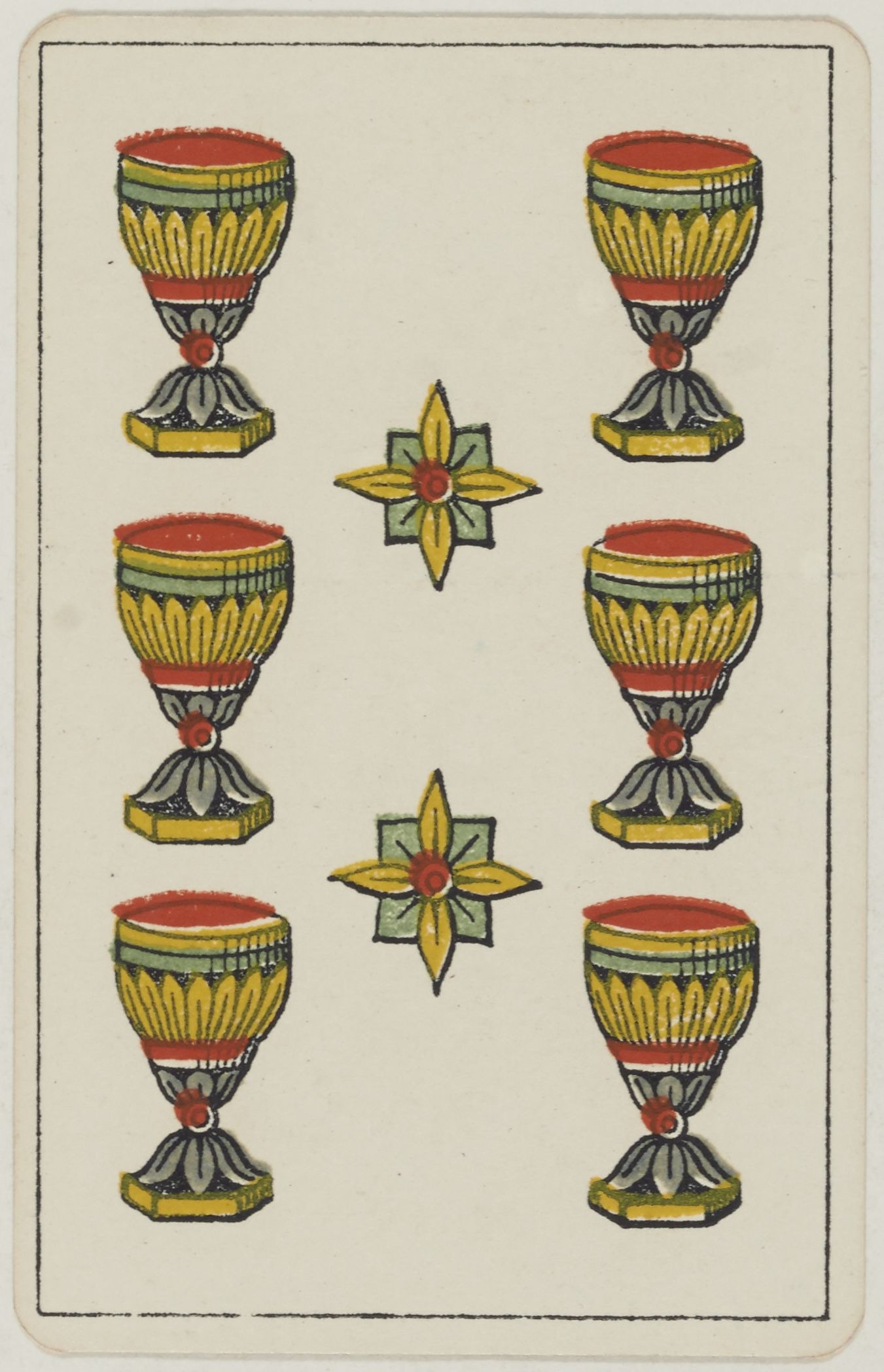
Szóstka puszek
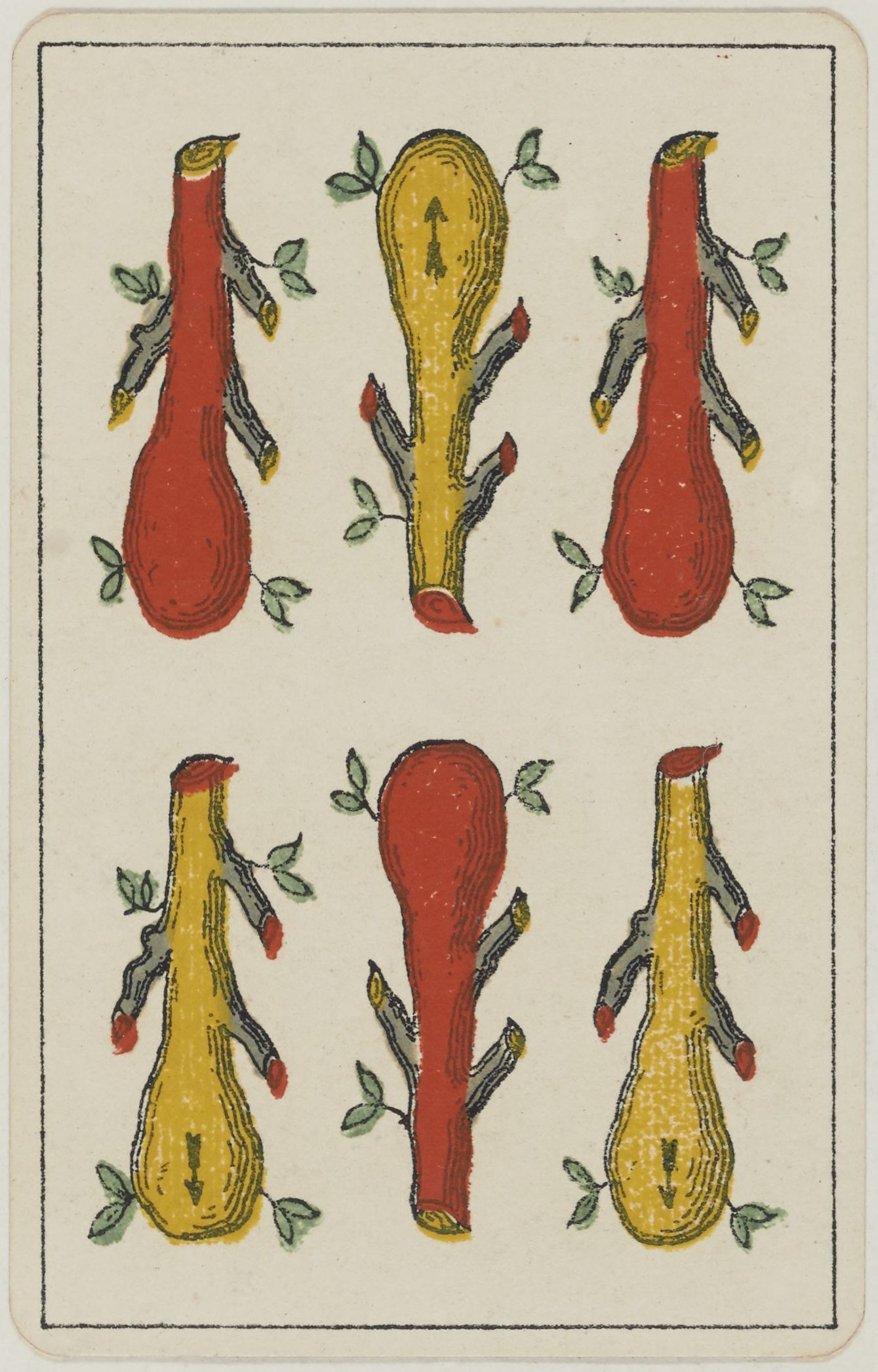
Szóstka pałek
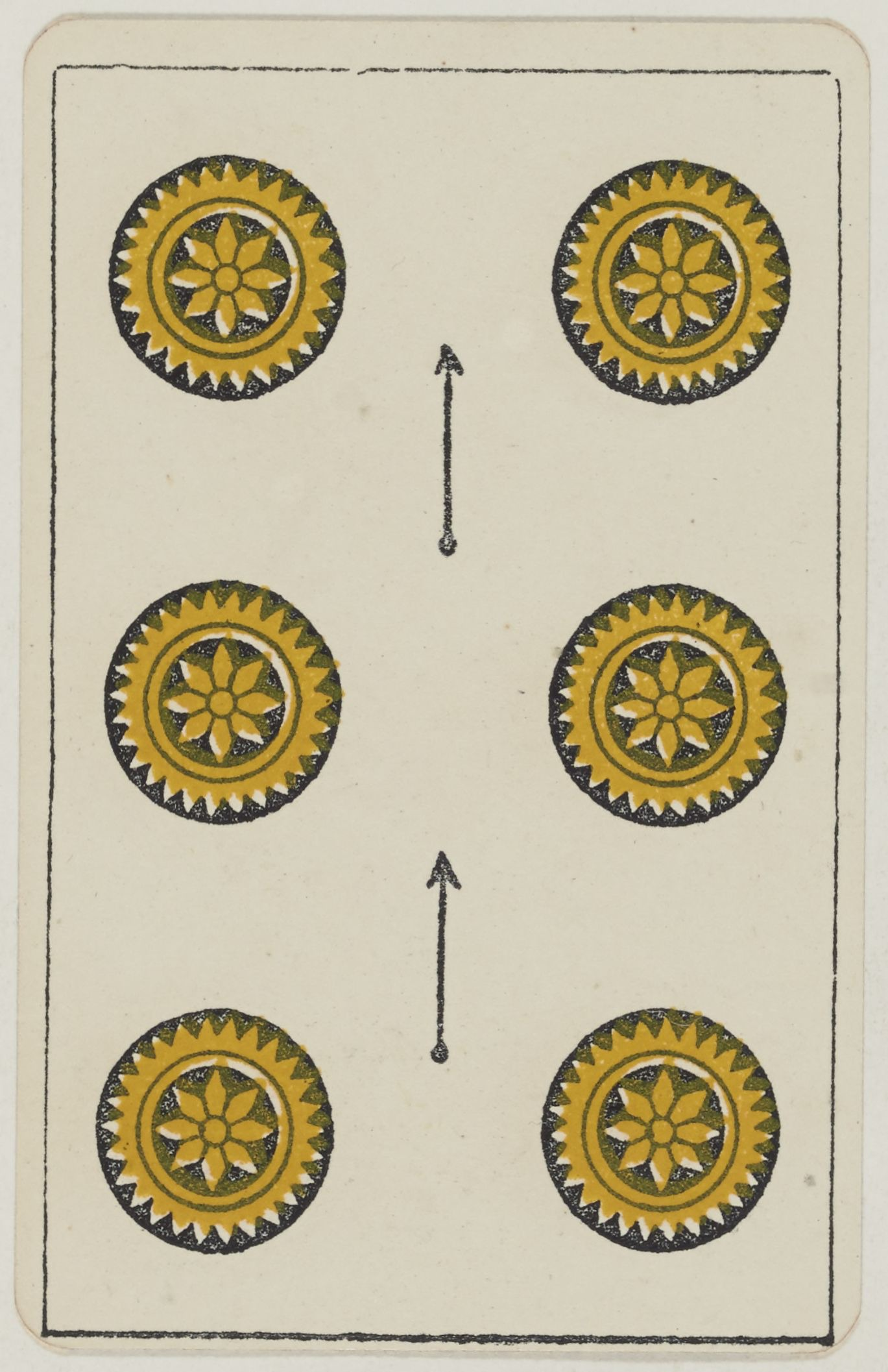
Szóstka monet

Talia Aluette i inne wzory o kolorach południowowłoskich i hiszpańskich 

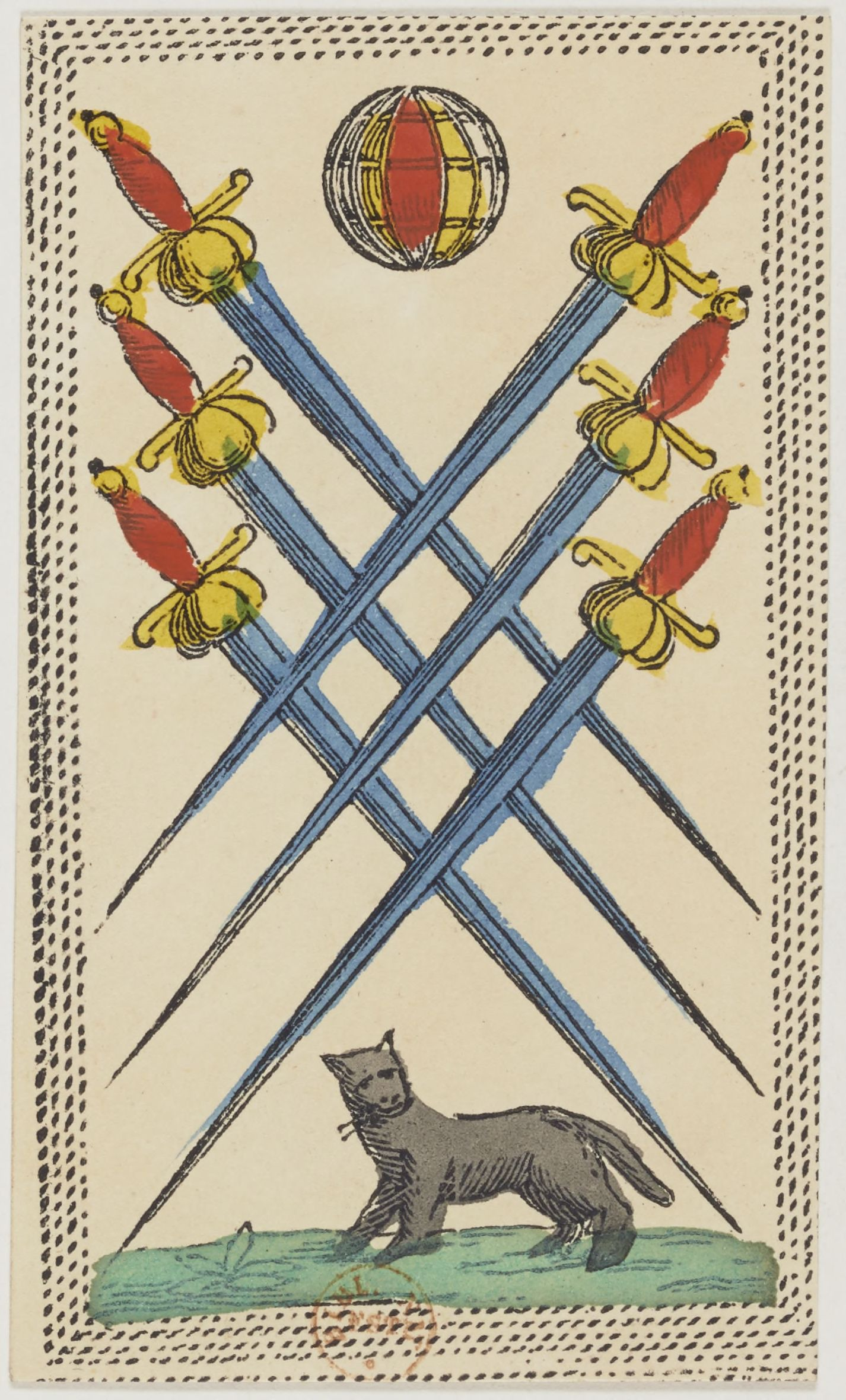
Szóstka mieczy
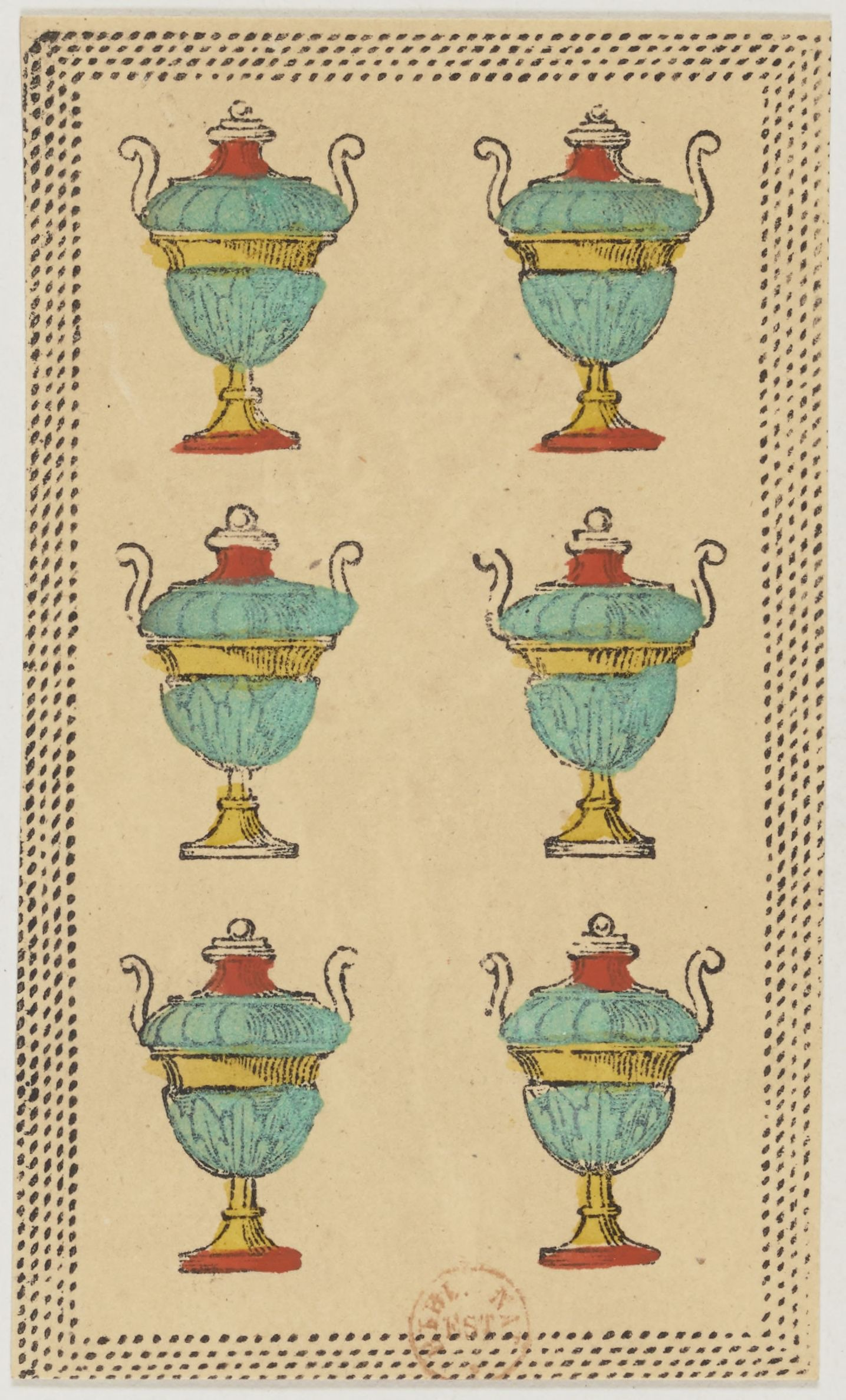
Szóstka puszek
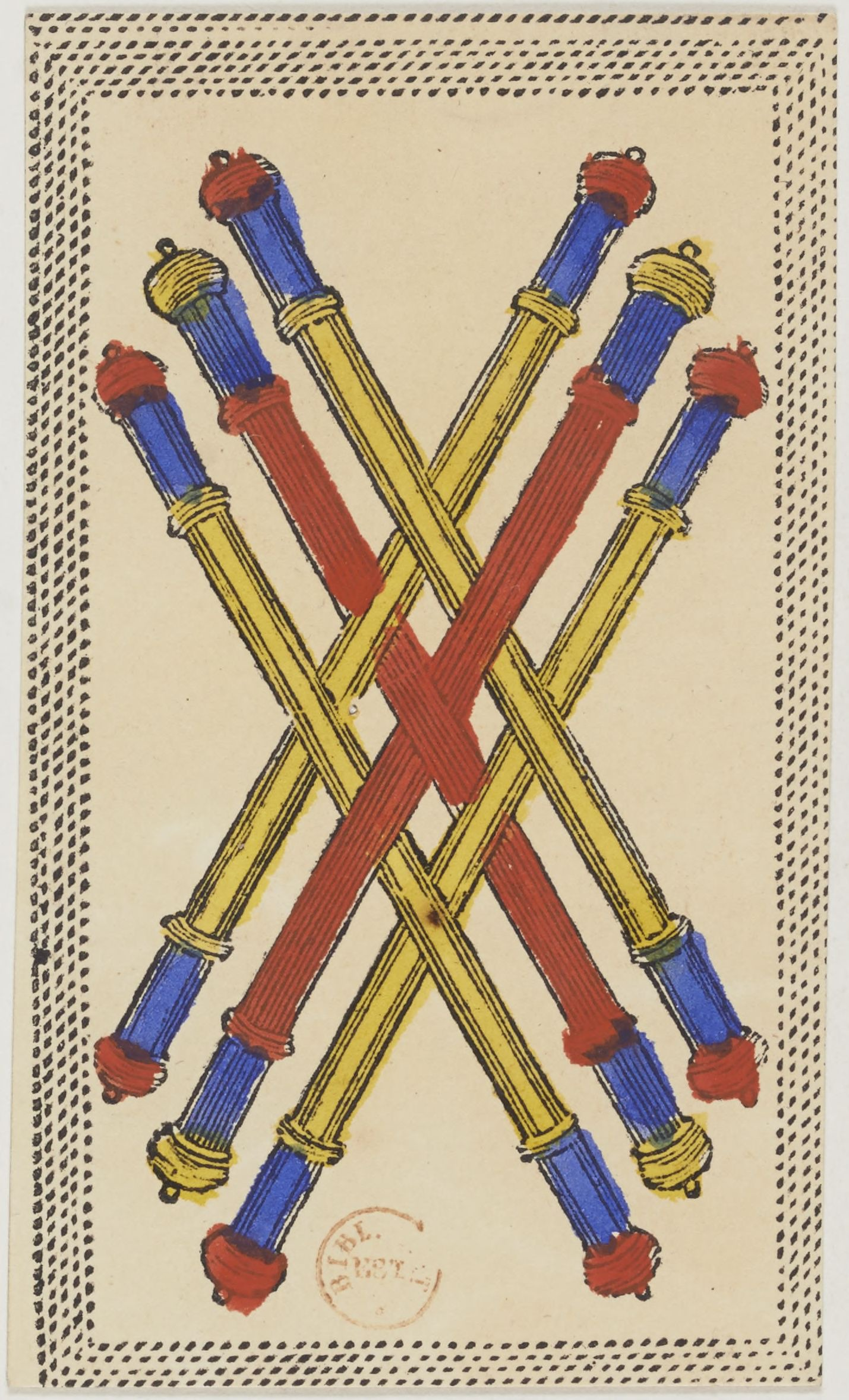
Szóstka pałek
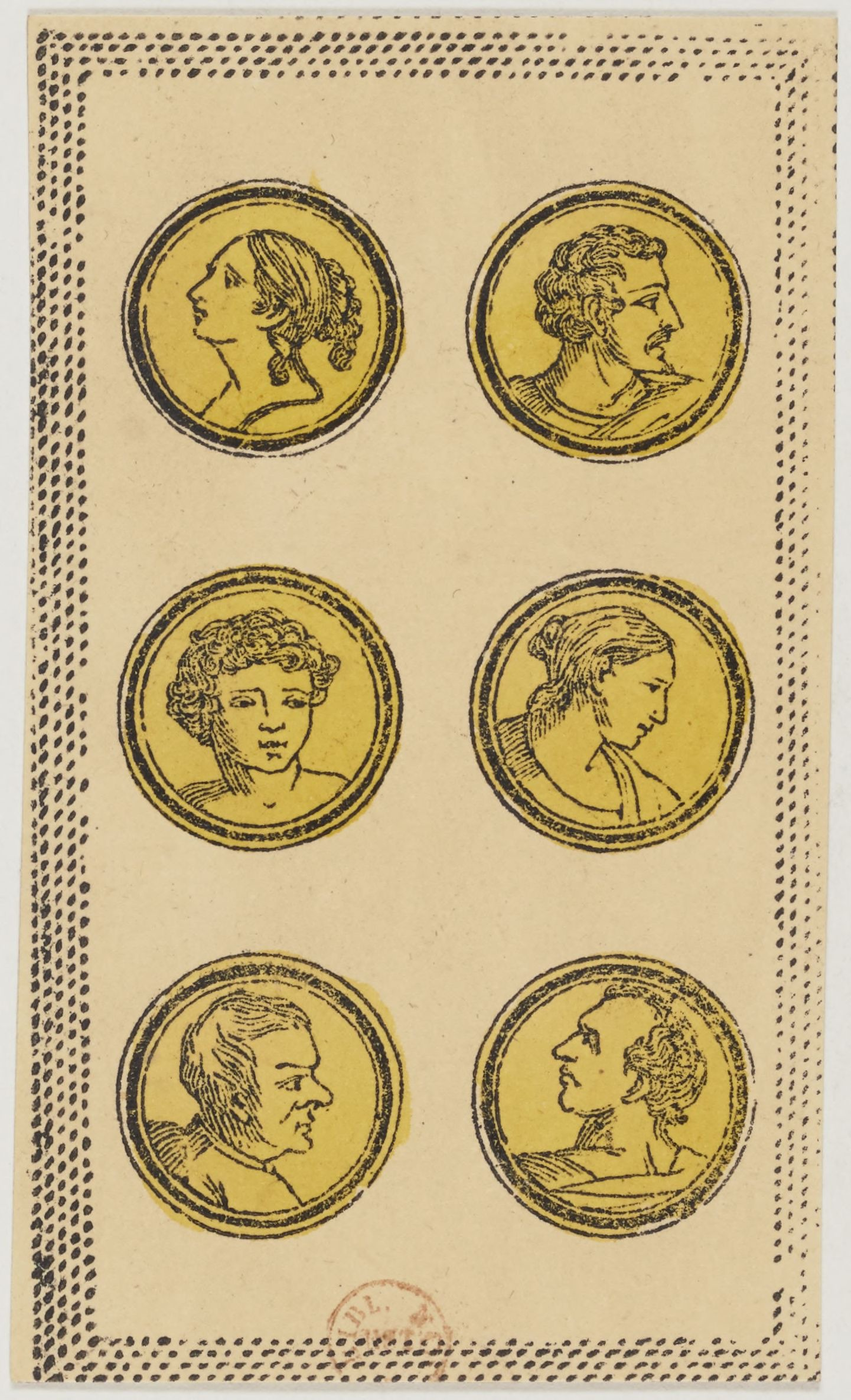
Szóstka monet

Wzór neapolitański

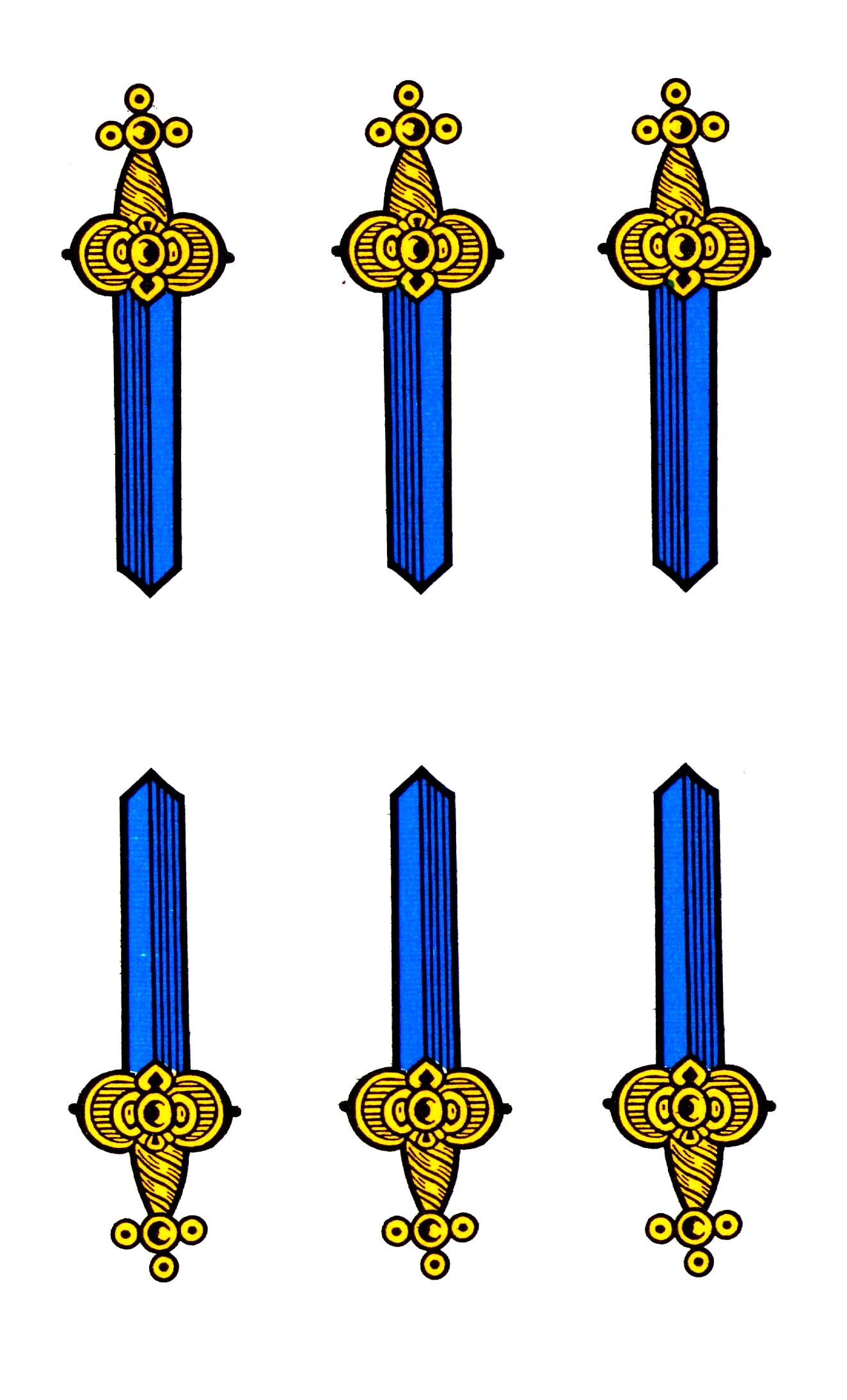
Szóstka mieczy
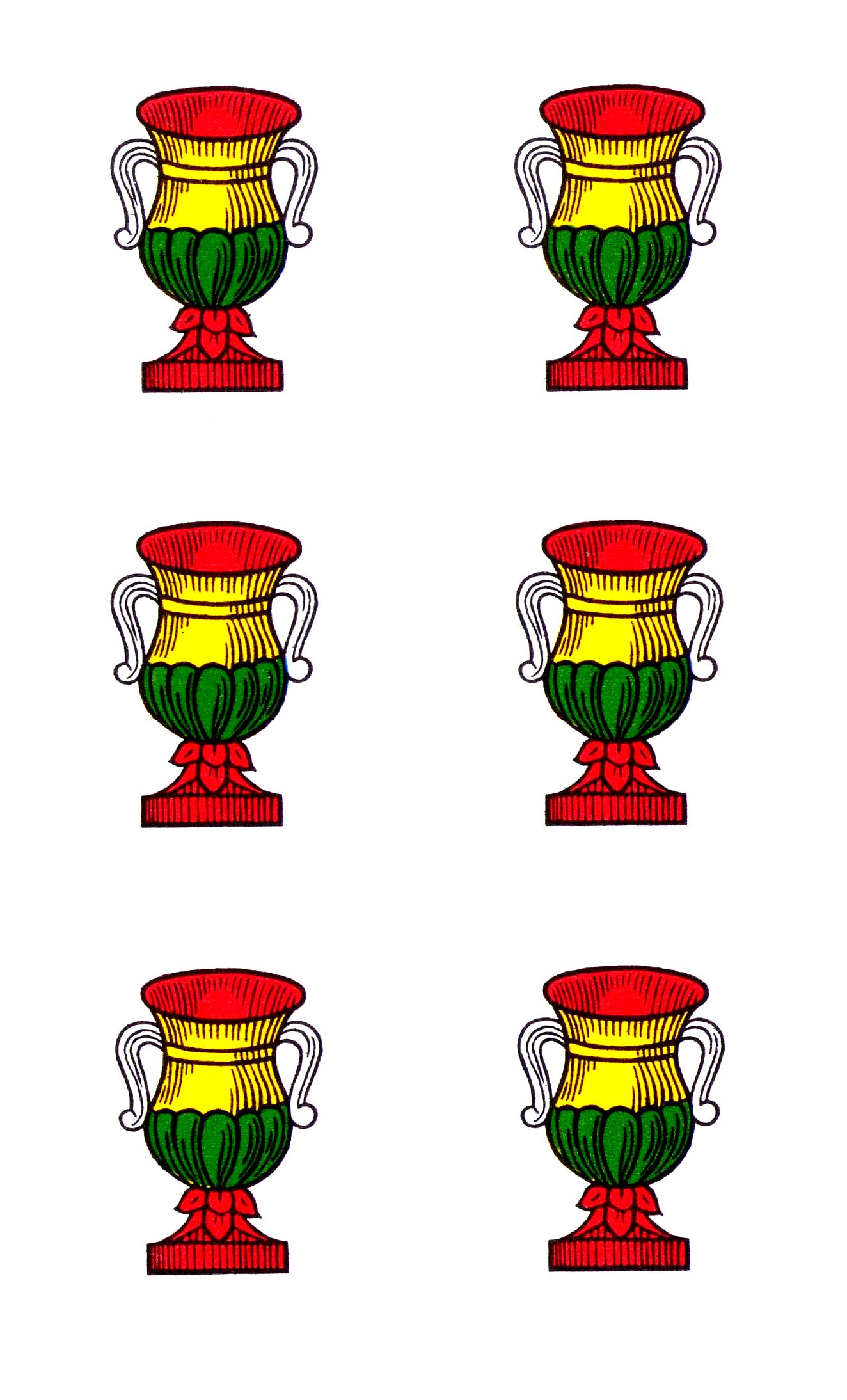
Szóstka puszek
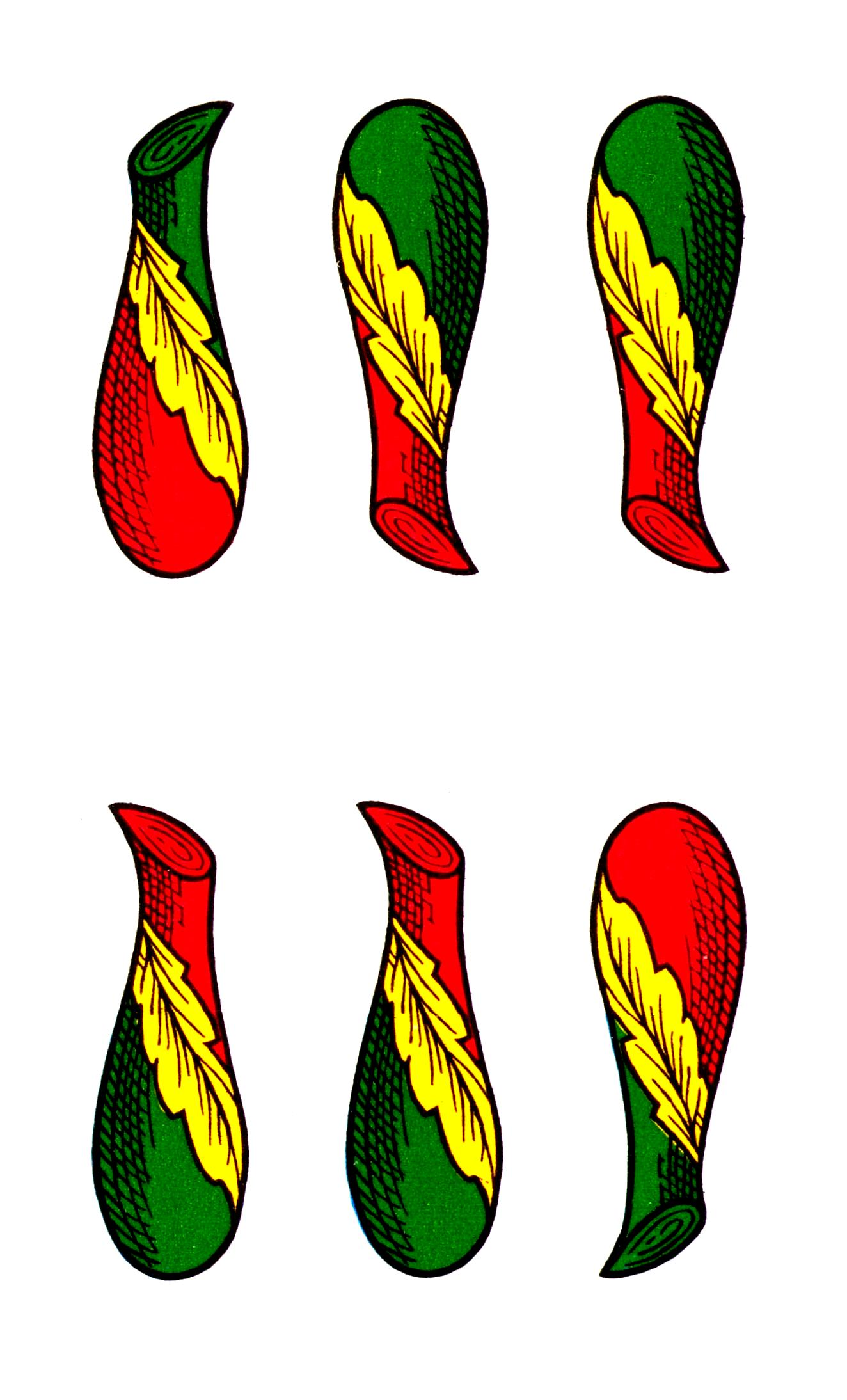
Szóstka pałek
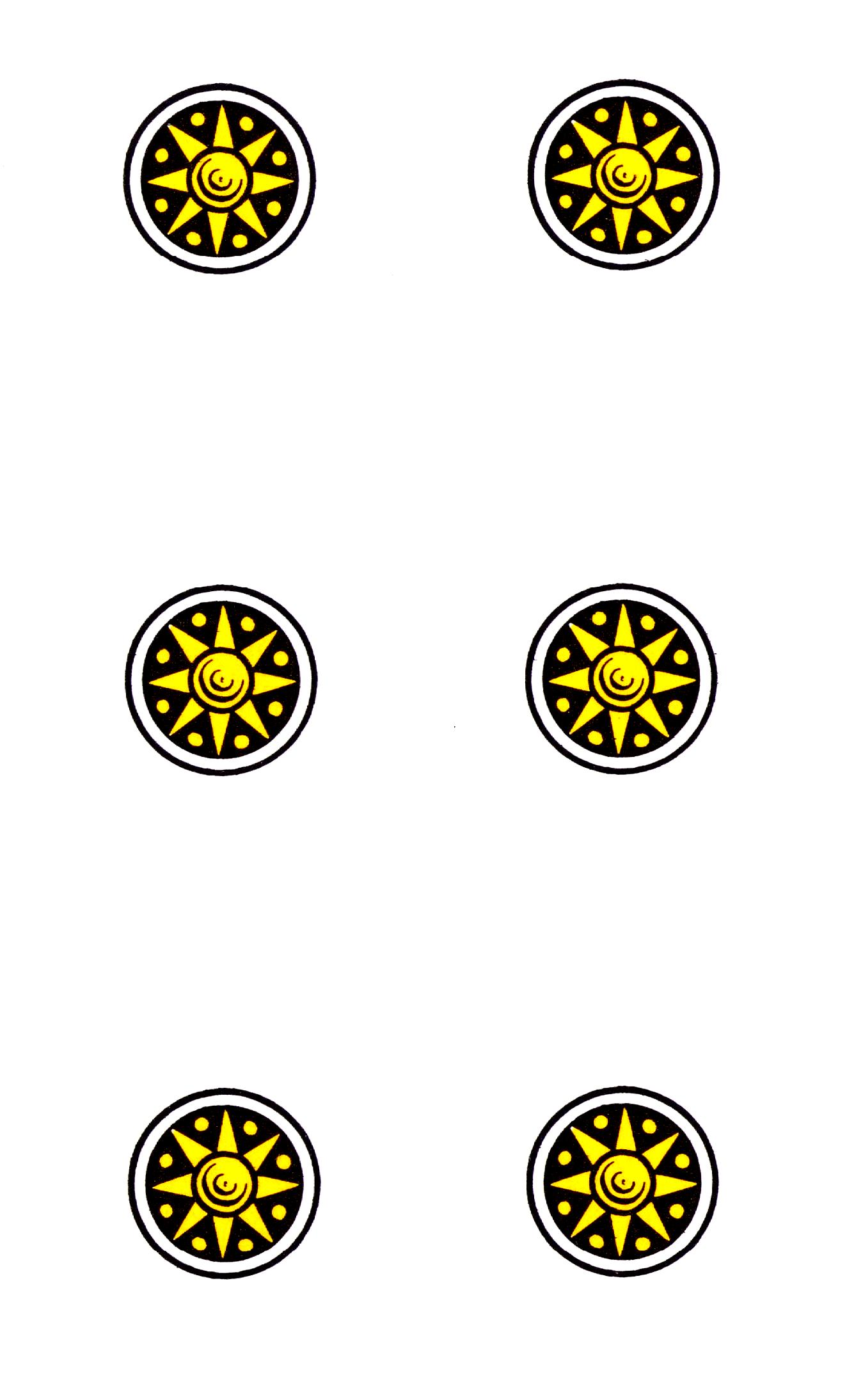
Szóstka monet

Wzór wirtemberski i inne wzory o kolorach południowoniemieckich

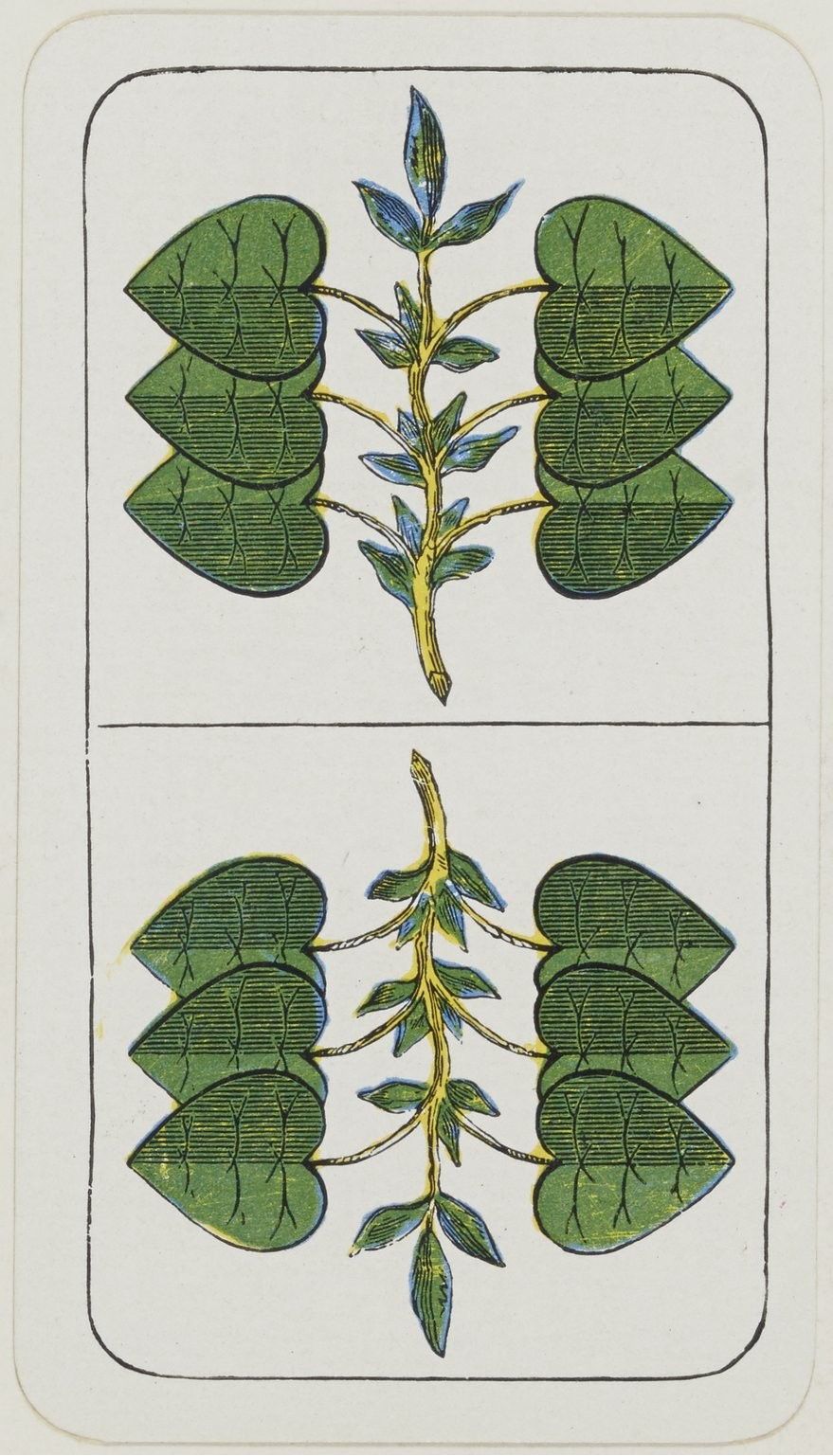
Szóstka winna
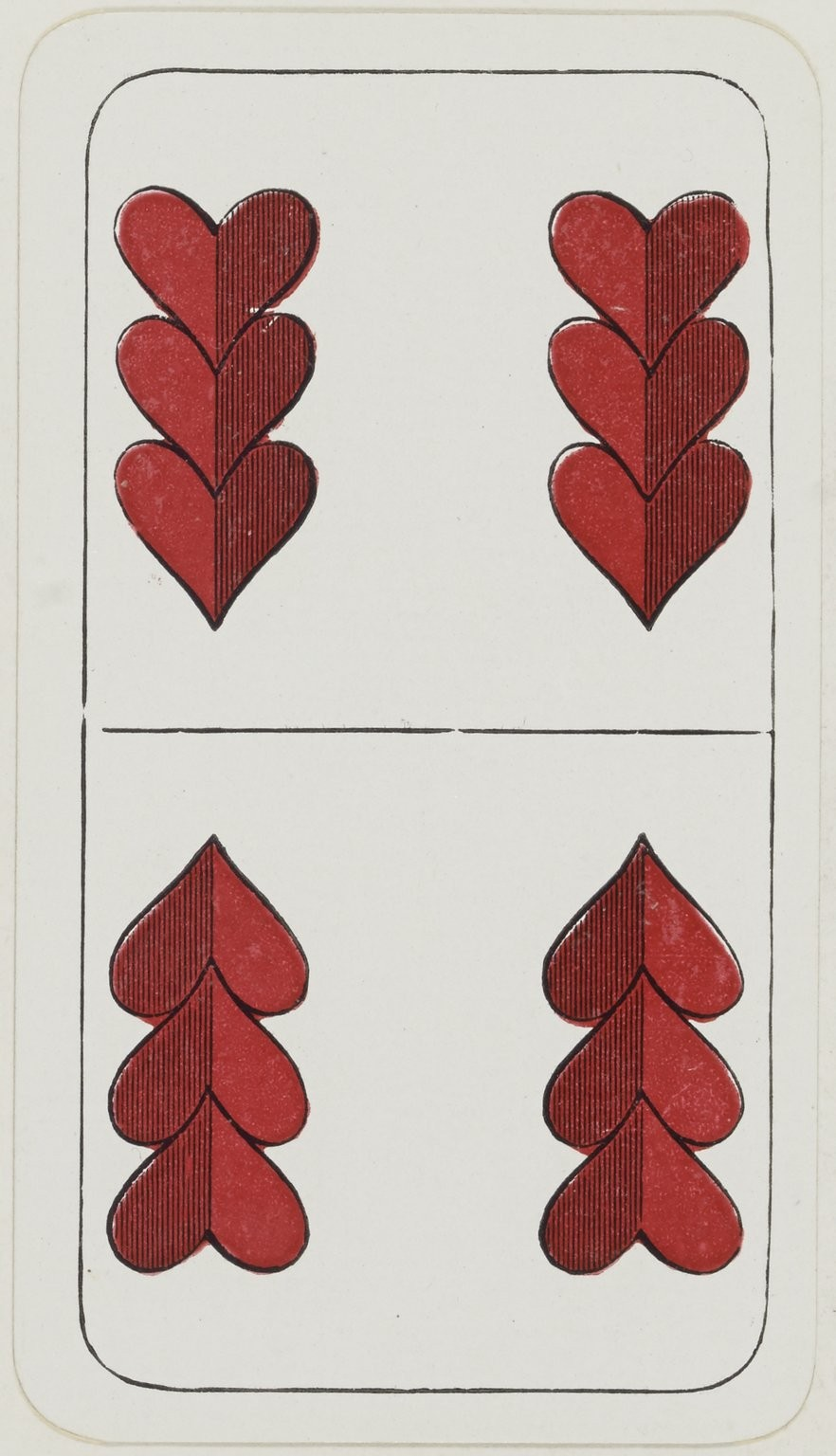
Szóstka czerwienna
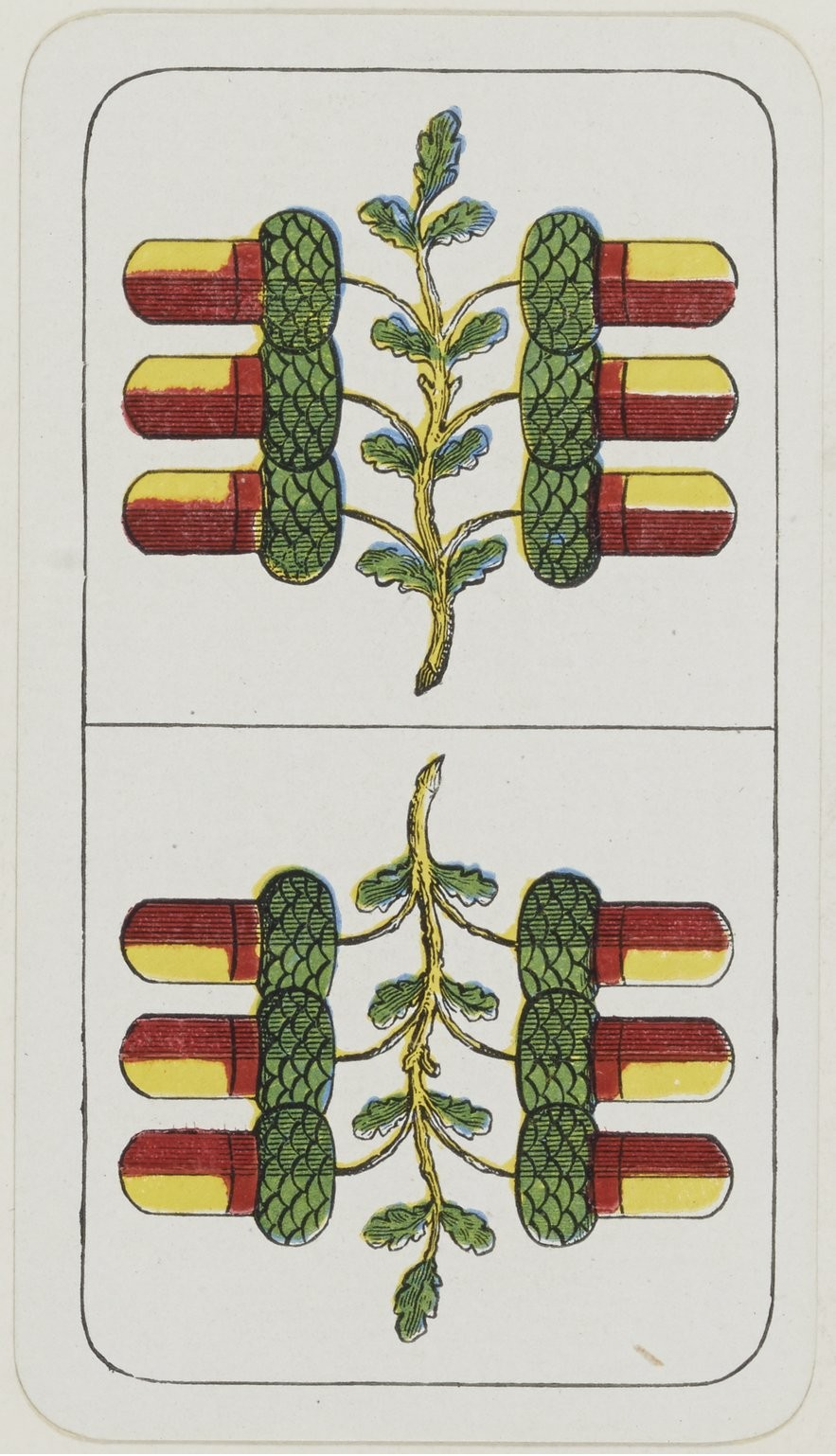
Szóstka żołędna
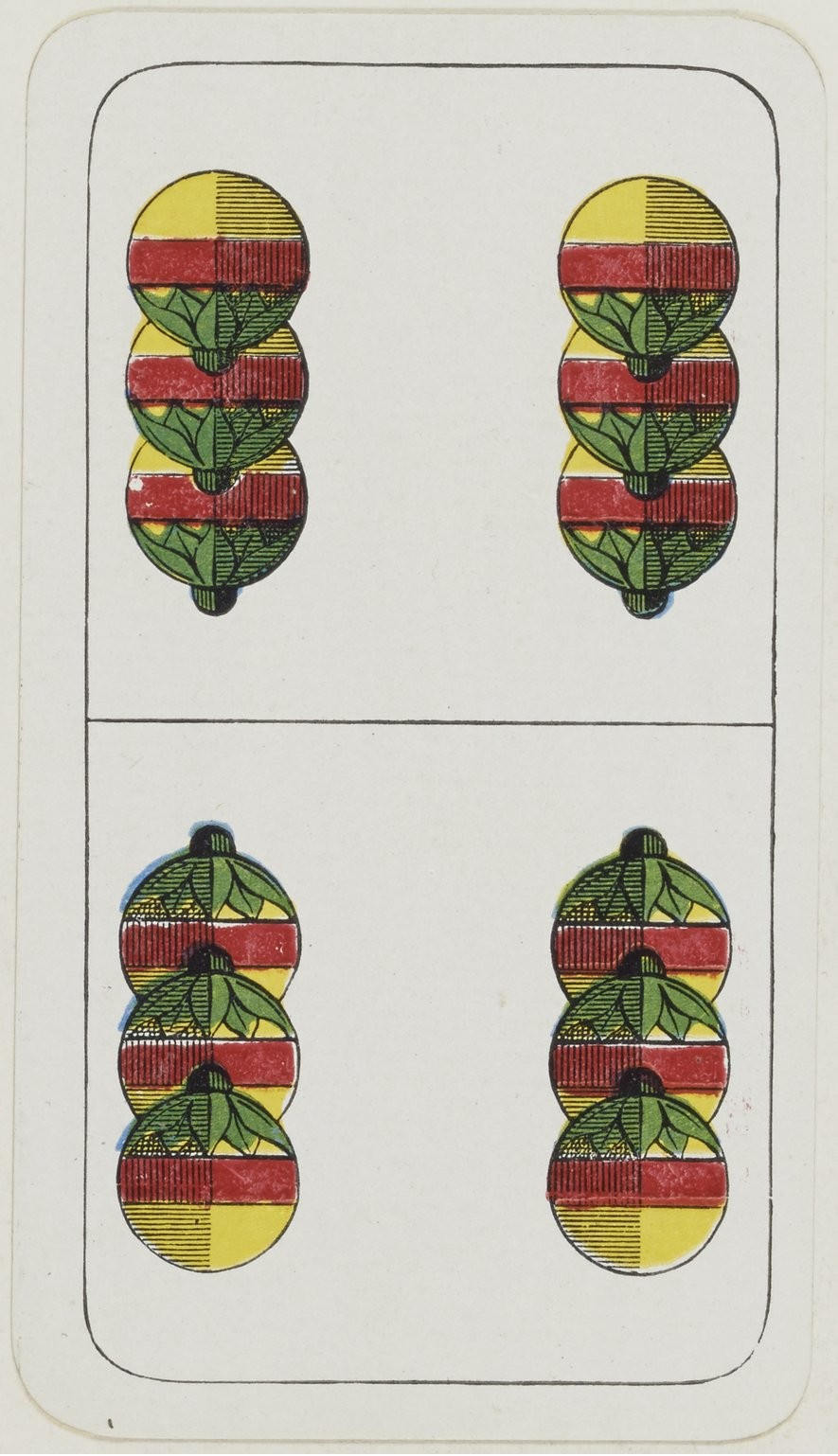
Szóstka dzwonkowa

Wzór szwajcarski

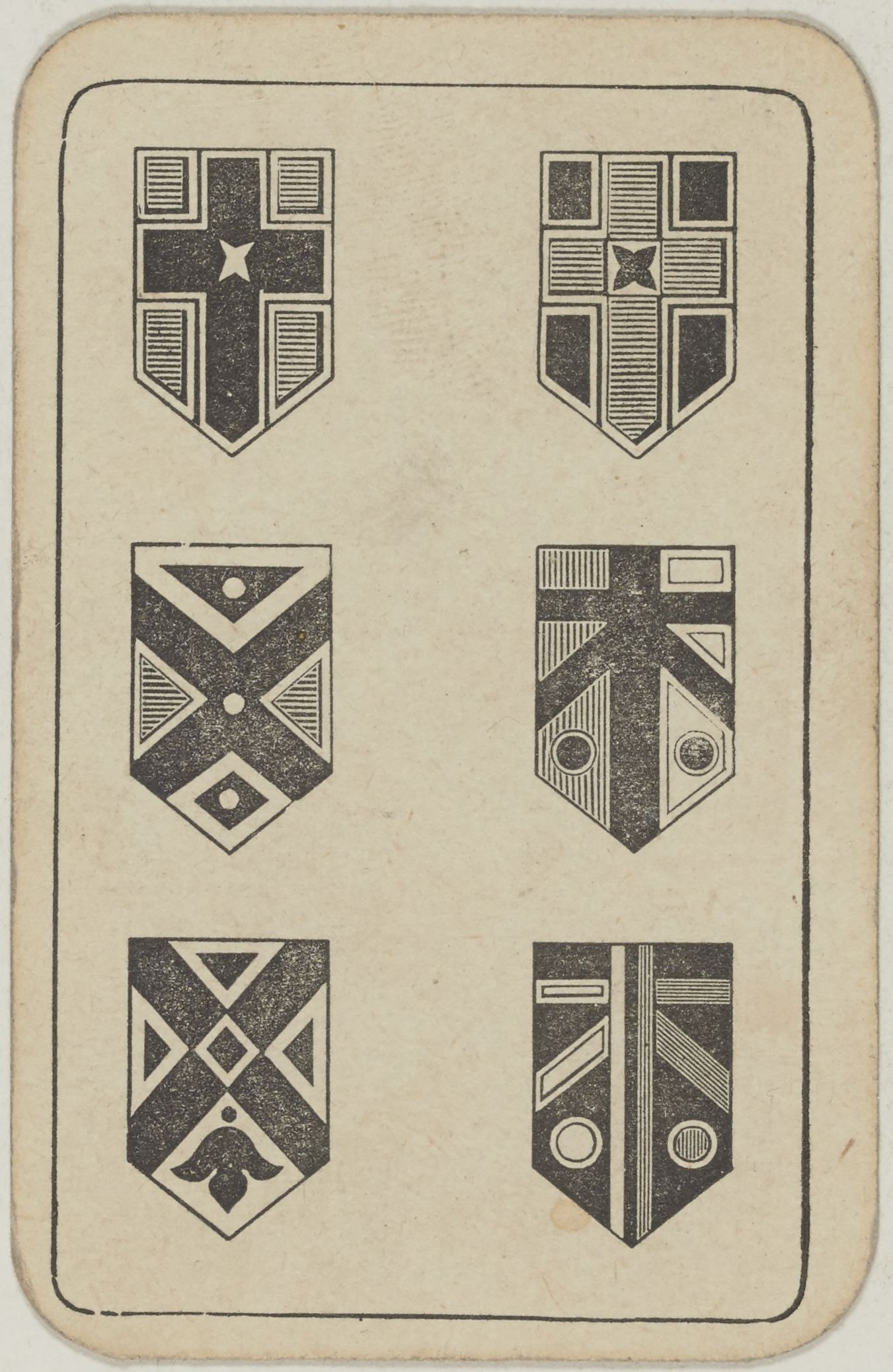
Szóstka tarczy
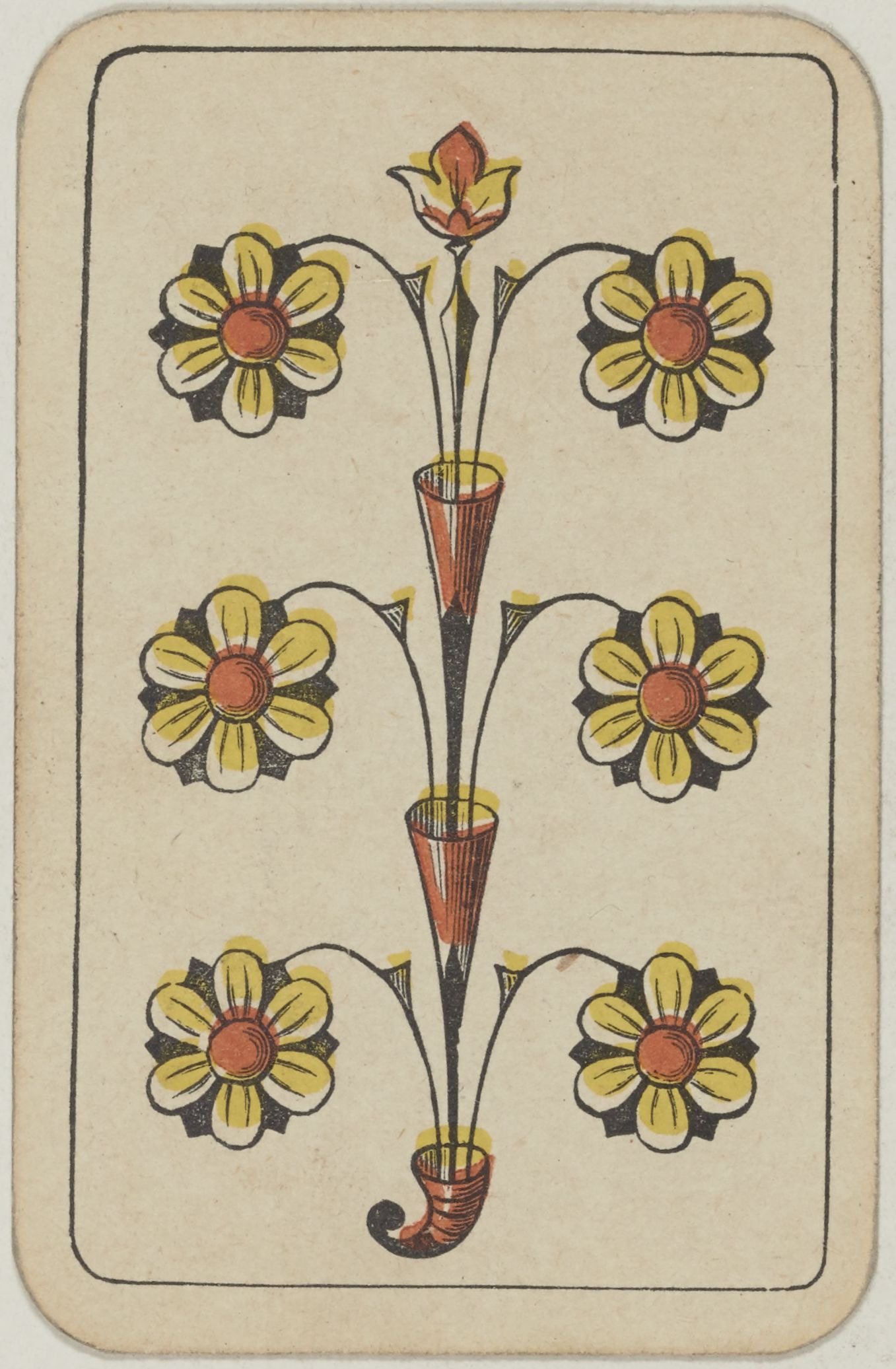
Szóstka różana
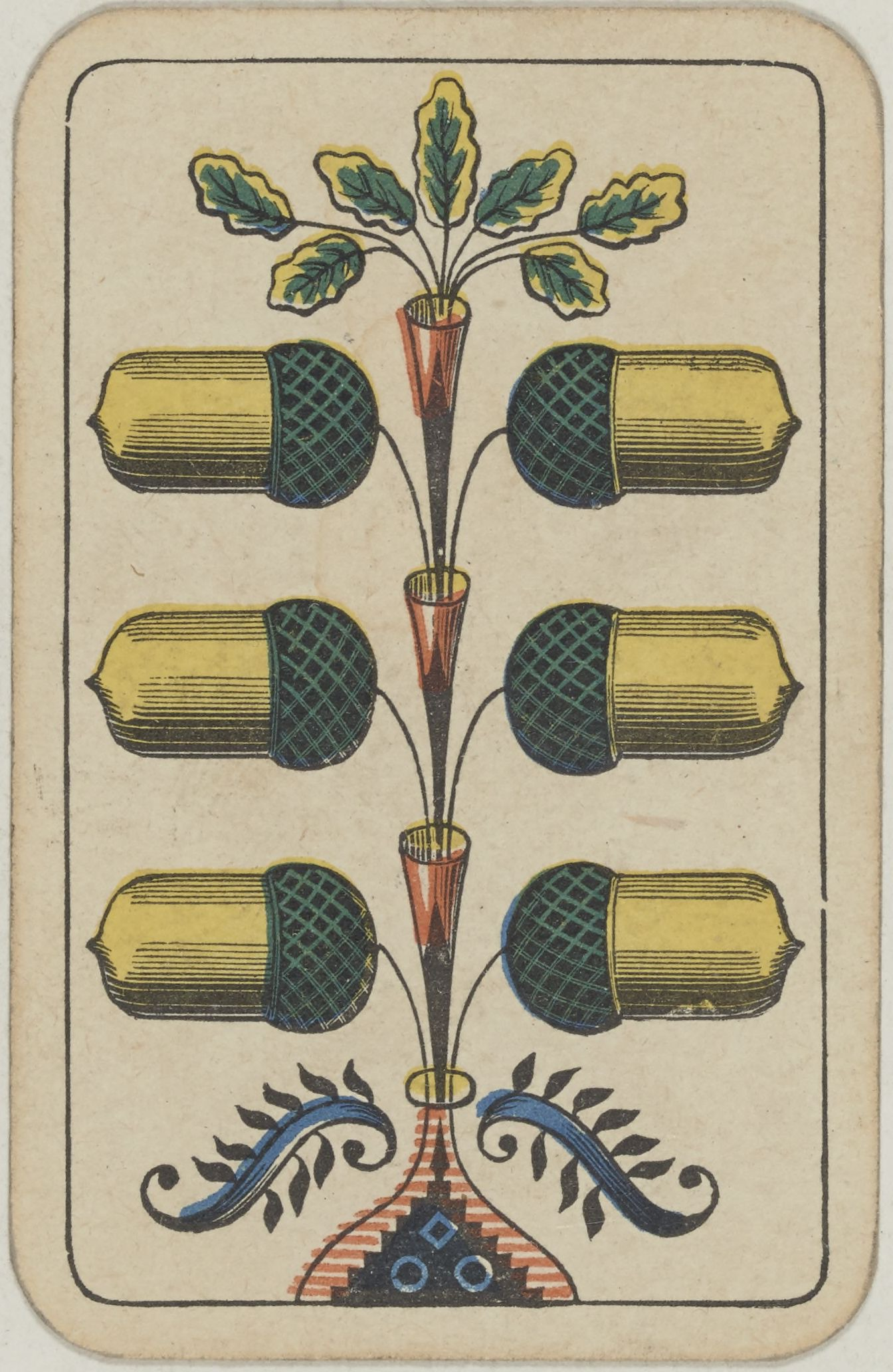
Szówstka żołędna
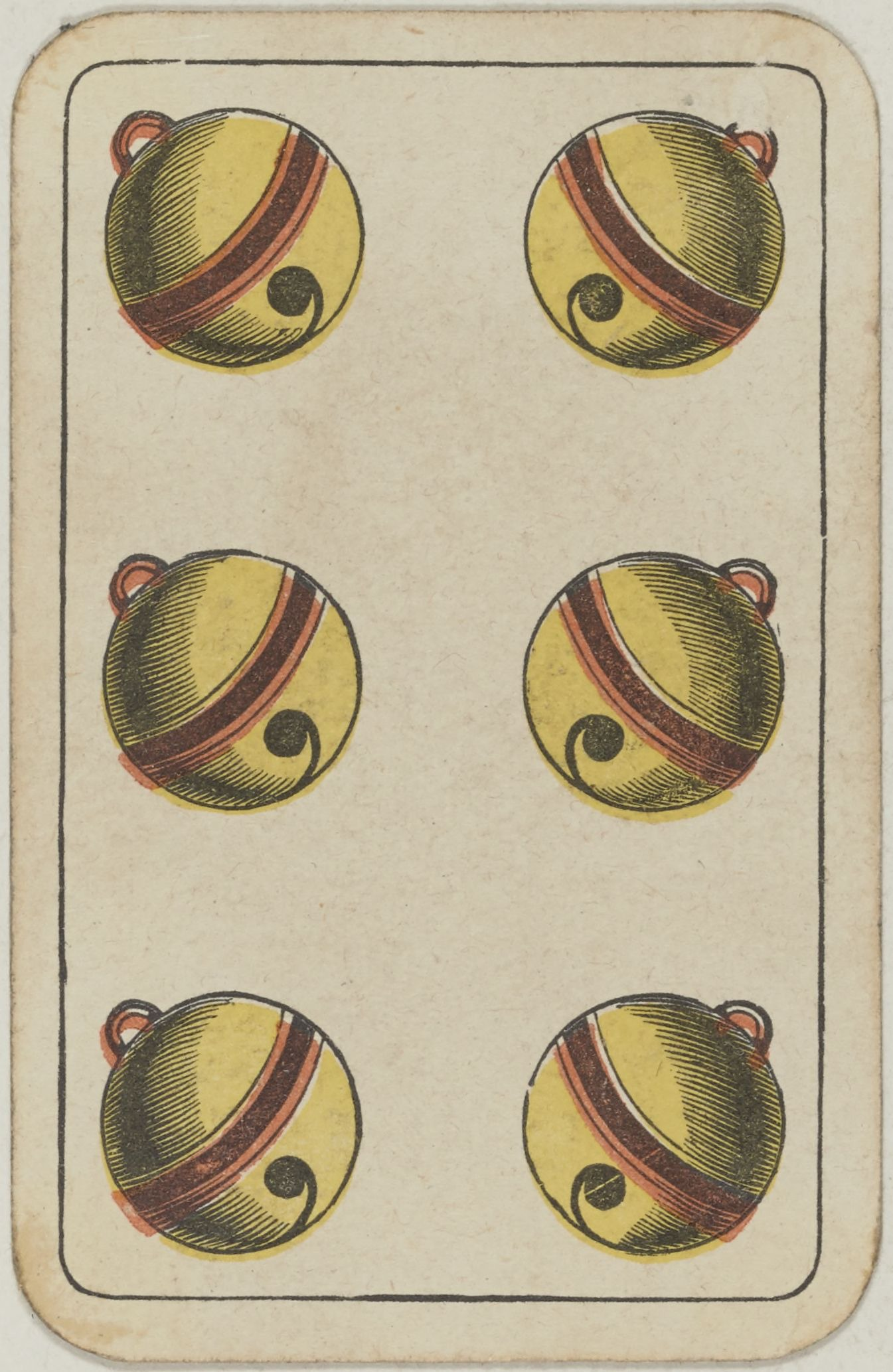
Sóstka dzwonkowa

## Wygląd szóstek w taliiKarty Lenormand
- – Wieża (19)
- – Gwiazdy (16)
- – Krzyż (36)
- – Koniczyna (2)